# Hans Rytterkvist
Hans Rytterkvist (Stockholm, 31 augustus 1926  – 23 februari 1998) was een Zweeds componist.

## Levensloop
Rytterkvist studeerde aan de Koninklijke Hoge School voor muziek te Stockholm onder andere bij Sven-Erik Bäck. Verder studeerde hij aan de Darmstädter Ferienkurse für Neue Musik te Darmstadt. 
Van 1970 tot 1986 leefde hij in Zwitserland.
Rytterkvist was zeer geïnteresseerd in de relaties tussen de initiale keuze van het materiaal en het eindresultaat van zijn werken. Zo was de evolutie van iedere compositie het werk van zowel calculatie en chance of risico. 

## Composities

### Werken voor orkest
- 1955 Concerto da camera , voor kamerorkest
- 1966-1967 Cinque frammenti, voor gitaar en orkest
- 1967 Saggio 1, voor strijkorkest
- 1972 Permute, voor orkest
- 1973 Relazioni, voor kamerorkest
- 1978 Densità, voor gitaar en orkest
- 1980 Saggio 2, voor gitaar en orkest
- 1983 Lamento, voor orkest
- 1990 Tre pezzi, voor kamerorkest

### Werken voor harmonieorkest
- 1976 Musica, voor twee harmonieorkesten
- 1976 Segnali voor harmonieorkest

### Werken voor koren
- Ur Jesaja 9. Ur Johannes 3, voor gemengd koor, drie blazers en drie strijkers

### Kamermuziek
- 1955 Trio, voor viool, altviool en cello
- 1955 Varianti, voor dwarsfluit, basklarinet, trompet, viool, altviool, cello en slagwerk
- 1956 3 stukken, voor strijkkwartet
- 1962 Tre satirer, voor klarinet, xylofoon, vibrafoon, piano en cello
- 1965 Quartetto d'archi (strijkkwartet)
- 1968 Lied ohne Worte, voor negen instrumenten in 3 groepen (I.: viool I, altviool, cello I, celesta ; II: viool II, cello II, klavecimbel ; III: baritonsaxofoon, piano)

### Werken voor piano
- 1952 5 pianostukken

### Elektronische muziek
- 1967/1978 Saggio
- 1973 Permute (elektronische versie)

### Filmmuziek
- 1945 Pelles nya kläder